# Bodies (canción de Drowning Pool)
«Bodies» es una canción interpretada por la banda estadounidense Drowning Pool. Fue lanzada en 2001 como el primer sencillo de su álbum debut Sinner.

## Video musical
El video musical de la canción fue dirigido por Glen Bennett y fue estrenado por MTV el 21 de mayo de 2001. El video muestra a la banda tocando en lo que parece ser un hospital psiquiátrico. El vocalista Dave Williams canta la canción a gritos en la oreja de un hombre atado a una silla.

## Listado de canciones
| N.º | Título                                 | Duración |  |
| 1.  | «Bodies»                               | 3:24     |  |
| 2.  | «Bodies» (en vivo en el Ozzfest 2001)  | 3:28     |  |
| 3.  | «Sermon» (Total Rock Session, Londres) | 4:38     |  |
| 4.  | «Bodies» (video)                       |          |  |

## Listas de popularidad
| Lista (2002)                             | Posición más alta |
| ---------------------------------------- | ----------------- |
| Billboard Alternative Songs              | 12                |
| Billboard Bubbling Under Hot 100 Singles | 19                |
| Billboard Mainstream Rock Tracks         | 6                 |
| Reino Unido (UK Singles Chart)           | 34                |

### Certificaciones
| País           | Organismo certificador | Certificación | Ventas  | Ref.  |
| -------------- | ---------------------- | ------------- | ------- | ----- |
| Estados Unidos | RIAA                   | Disco de Oro  | 500,000 | [ 5 ] |